# Prostodòncia
La prostodòncia o és aquella branca de l'odontologia que s'encarrega de retornar la funció, anatomia, fonació i estètica alterades de l'aparell estomatognàtic a conseqüència de la pèrdua d'un o més dents mitjançant algun tipus de pròtesi dental . Aquestes pròtesis poden ser pròtesis fixes com un pont, o pròtesis amovibles si es poden treure i també poden ser parcials o completes segons si comprenen un limitat nombre de dents o tota l'arcada respectivament.
La prostodòncia és un artifici que té per objectiu restituir la funció masticatòria, estabilitat en la relació oclusal, fonètica i l'estètica. La pròtesi pot estar cementada, cargolada o mecànicament unida a una dent natural, a un pilar implantat o a una dent en estat d'arrel, podent reemplaçar una sola peça o múltiples peces fins a la totalitat de les arcades dentals.
La prostodòncia es divideix en fixa i amovible al mateix temps que es ramifica en total i parcial.